# Linia kolejowa nr 520
Linia kolejowa nr 520  – pierwszorzędna, jednotorowa, zelektryfikowana linia kolejowa znaczenia państwowego łącząca rozjazdy numer 2 i 12 na posterunku odgałęźnym Doły.

## Charakterystyka techniczna
Linia w całości jest klasy C3, maksymalny nacisk osi wynosi 221 kN dla lokomotyw oraz 216 kN dla wagonów, a maksymalny nacisk liniowy wynosi 71 kN (na metr bieżący toru). Linia wyposażona jest w sieć trakcyjną typu C120‑2C; dostosowana jest do maksymalnej prędkości 110 km/h; maksymalna obciążalność prądowa wynosi 1725 A, a minimalna odległość między odbierakami prądu wynosi 20 m. Linia zaopatrzona jest w elektromagnesy samoczynnego hamowanie pociągów. Linia podlega pod obszar konstrukcyjny ekspozytury Centrum Zarządzania Linii Kolejowych Warszawa, a także pod Zakład Linii Kolejowych w Siedlcach. Prędkość maksymalna poruszania się pociągów po linii wynosi 40 km/h, natomiast prędkość konstrukcyjna wynosi 60 km/h.